# Beleg van Zevenbergen
Het Beleg van Zevenbergen vond plaats gedurende de Hoekse en Kabeljauwse twisten. De strijdende partijen tijdens het beleg waren de stad Zevenbergen onder leiding van Gerrit II van Strijen tegen het Bourgondische leger van Filips de Goede, die het beleg in november (slachtmaand) 1426 begon, waarbij R. Vaughan 14 april 1427 als overgave datum noemt en J. Wagenaar 16 april 1427 beschrijft.

## Achtergrond
Na de nederlaag van de Slag bij Wieringen, kon Jacoba van Beieren en haar Hoeksgezinde achterban alleen nog steunen op haar vestingsdriehoek Gouda-Oudewater-Schoonhoven en leek het niet lang meer te duren voordat haar neef Filips de Goede haar terrein kwam belegeren. Alleen in de vestingstad Zevenbergen, gelegen in Brabant was de Hoekse steun onvoorwaardelijk voor Jacoba gebleven. Filips kon dan ook niet eerder optrekken naar Gouda voordat hij deze vestiging ook had onderworpen.

## Beleg
De poorters van Zevenbergen vielen op een bepaald moment de vrachtvaarders en kooplieden zelfs lastig op het Hollands Diep om hun tol te laten betalen of een deel van hun handel afhandig te maken zodat ze daarna door konden varen. De Hertog van Bourgondië vond dat de stad onder zijn controle moest komen en marcheerde in het najaar van 1426 naar Zevenbergen toe.
Na vier weken van belegeringen kon Filips van Bourgondië niet ontkennen dat hij moeite had om de muren te slechten en vooral van het slot veel hinder had. Hij kwam dan ook met een aanbod met de volgende voorwaarden: Gerrit van Strijen kon een hoeveelheid geld verkrijgen als hij niet langer de zijde van Jacoba koos en zich neutraal toonde, maar het liefst de Bourgondische zijde koos. Als hij zich op open terrein zou vertonen kon hij nog eenmaal de keuze krijgen aan welke zijde hij zou gaan staan. Dit zeer goede voorstel verwierp Gerrit, mede omdat hij nog op steun hoopte van Jacoba van Beieren en in het bijzonder van keizer Sigismund.
Na deze beslissing voerde Filips de druk op en werden er dagenlang beschietingen gedaan, op de muren gebeukt met stormrammen en met stormladders een weg naar boven gebaand. Na 14 weken gaf Gerrit van Strijen het op, mede door de voedselschaarste maar vooral de vermoeidheid die de verdedigers ondervonden. De enige voorwaarden die de heer van Zevenbergen nu kon stellen was dat zijn leven gespaard werd en hij zich op 11 april 1427 overgaf.
Gerrit van Strijen, werd tijdens het beleg bijgestaan door de Zeeuwse edelen Floris van Haamstede, Jan van Oostende, Jan van Kruiningen en de ridders Jan van Haamstede en Pieter van Botland, die net als de heer van Zevenbergen naar Lille werden afgevoerd in gevangenschap

## Nasleep
Het kasteel en de stadsmuren werden onder de voorwaarden van overgave grotendeels afgebroken. Na 1450 werden alsnog de muren opnieuw aangebracht, alleen het kasteel werd nooit meer opgebouwd.
Volgens volksvertellingen werd heer Gerrit van Strijen, afgevoerd naar Rijsel waar hij in de gevangenis moest blijven zitten totdat gravin Jacoba overleden was, zij overleed in 1436 maar van de heer van Strijen werd niks meer vernomen.
Vier maanden later begon Filips de Goede met het beleg van Gouda dat hij won, waarna de Hoekse vestigingsdriehoek aan hem werd onderworpen. Het resulteerde in de Zoen van Delft waar Jacoba van Beieren, Filips erkende als haar heerser.